# Ice Cube
O'Shea Jackson Sr. (Los Angeles, 15 de junho de 1969), mais conhecido como Ice Cube, é um rapper, ator e produtor de cinema americano. Suas letras no álbum Straight Outta Compton de 1989 do N.W.A contribuíram para a popularidade generalizada do gangsta rap, e seus álbuns solo AmeriKKKa's Most Wanted (1990), Death Certificate (1991) e The Predator (1992) foram todos bem-sucedidos de crítica e comercialmente. Ele foi introduzido no Hall da Fama do Rock and Roll como membro do N.W.A em 2016.
Ele foi classificado número 9 na lista dos 10 Maiores MCs de Todos os Tempos da MTV, enquanto o próprio Snoop Dogg o elegeu o maior MC de todos os tempos. About.com o classificou o número 11 na sua lista dos "50 Melhores MC's do Nosso Tempo". Allmusic o chamou de um dos melhores e mais controversos artistas do hip-hop, assim como "um dos melhores contadores de histórias do rap". Em 2012, a revista The Source o classificou número 14 na sua lista dos 50 Melhores Letristas de Todos os Tempos.
Ice Cube iniciou sua carreira em 1984 como membro do grupo C.I.A. e depois entrou para o grupo de gangsta rap N.W.A em 1986. Após ter deixado o N.W.A em dezembro de 1989, ele construiu uma carreira solo bem-sucedida na música, e também como escritor, diretor, ator e produtor no cinema. Ice Cube também teve uma carreira cinematográfica ativa desde o início dos anos 1990. Ele entrou no cinema interpretando Doughboy no filme de estreia do diretor John Singleton, Boyz n the Hood, um drama de 1991 que leva o nome de uma canção de rap de 1987 que Ice Cube escreveu. Ele também coescreveu e estrelou o filme de comédia de 1995 Friday, que gerou uma franquia de sucesso e reformulou sua imagem pública como uma estrela de cinema lucrativa. Ele fez sua estreia na direção com o filme The Players Club, de 1998, e também produziu e fez a curadoria da trilha sonora que o acompanha. Ele já apareceu em cerca de 40 filmes, incluindo a comédia de guerra de 1999 Three Kings, comédias como a série Barbershop e comédias policiais como 21 Jump Street, 22 Jump Street e Ride Along. Ele foi o produtor executivo de muitos desses filmes, bem como do filme biográfico do N.W.A Straight Outta Compton de 2015.
Adicionalmente, ele tem servido como um dos produtores da série de televisão da Showtime e da série da TBS Are We There Yet?, ambas sendo baseadas em filmes onde ele atuou como o personagem principal.

## Biografia

### Infância e juventude

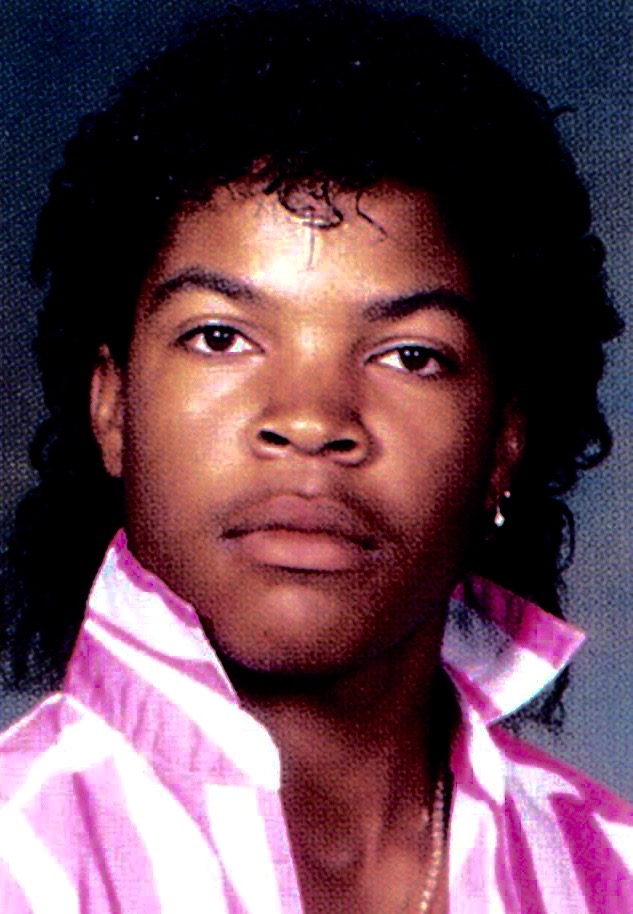
Ice Cube no terceiro ano do colegial, em 1987.

O'Shea Jackson nasceu em Los Angeles, Califórnia, filho de Doris Jackson (nome de solteira Doris Benjamin), uma atendente de um hospital e zeladora, e Hosea Jackson, que trabalhava como jardineiro na Universidade da Califórnia em Los Angeles. De acordo com uma entrevista em 2005, a meia irmã de O'Shea foi morta pelo namorado em um homicídio-suicídio quando ele tinha doze anos de idade.
Um de seus primos é Teren Delvon Jones, mais conhecido como Del Tha Funkee Homosapien, do Deltron 3030, Gorillaz e Hieroglyphics. Ele cresceu na Van Wick Street, na seção de Westmont, na região de South Central Los Angeles. Na nona série na George Washington Preparatory High School em Los Angeles, Cube começou a escrever raps depois de ser desafiado por seu amigo "Kiddo" na aula de datilografia. Kiddo perdeu.  Ele disse que seu nome artístico veio de seu irmão mais velho, que "ameaçou jogá-lo em um freezer e puxá-lo de lá somente quando ele virasse um cubo de gelo". Cube também frequentou a William Howard Taft High School na área de Woodland Hills em Los Angeles. Ele voltava de ônibus por 40 milhas (64 km) da escola até a área suburbana de sua casa no sul de Los Angeles, em um bairro de alta criminalidade. Aos quinze anos, Ice Cube desenvolveu um interesse pelo hip hop, começou a escrever rimas nas classe de teclado. O'Shea já estudou na mesma classe do rapper Candyman.

## Carreira
Com seu amigo Sir Jinx, Jackson formou o C.I.A., e eles cantavam em festas organizadas por Dr. Dre. O jovem Cube tinha quatorze anos quando ele conheceu Dre, de dezenove. Dre tinha logo entrado a indústria fonográfica envolvido com as gravações do World Class Wreckin' Cru. Dre viu o potencial de Cube como compositor e o teve ajudando Dre na composição do grande sucesso de L.A. do Wreckin Cru', "Cabbage Patch", assim como se juntando a Cube para uma parceria com a dupla Stereo Crew para quem eles produziram um disco, "She's a Skag", lançado pela Epic Records em 1986.

### No N.W.A
Com a ajuda de Dre, Ice Cube e seu grupo lançaram o single My Posse, mas não obtiveram reconhecimento. Após a colaboração, Cube mostrou à Eazy-E, amigo de Dr. Dre, a letra da música "Boyz-n-the-Hood". Eazy, inicialmente rejeitando as letras, acabou gravando a canção para a coletânea N.W.A. and the Posse, o álbum do grupo N.W.A, que incluia Ice Cube, Dr. Dre, Eazy-E, MC Ren, DJ Yella e Arabian Prince.
No outono de 1987, logo após o lançamento de N.W.A. and the Posse, Ice Cube entrou para o Instituto de Tecnologia de Phoenix, onde estudou desenho arquitetônico. Durante a estadia de Cube em Phoenix, Arabian Prince tomou o lugar de Cube no grupo, mas ele se formou e voltou para a banda antes do lançamento de Straight Outta Compton em 1988. Dre descobriu um lado produtor de Ice Cube, ele produziu "Boyz N The Hood", "Dopeman" e "8-Ball" para os CDs do Eazy-E e do N.W.A., ele também mostrou seu lado em relação ao abuso de autoridade compondo a música "Fuck The Police" onde receberam uma carta do FBI para moderar na linguagem.
Em 1989 Ice Cube e Jerry Heller (o empresário do N.W.A) tiveram uma péssima relação, fazendo-o sair do N.W.A. e logo em seguida fez uma música para o grupo onde acusava o empresário de roubar todo o dinheiro do grupo. Mas, hoje em dia ele e os antigos membros do N.W.A estão em paz, ele já fez tributos para Eazy-E e apareceu junto ao grupo durante a cerimônia da introdução deste ao Rock and Roll Hall of Fame.

### Carreira solo
Na carreira solo, o primeiro álbum foi AmeriKKKa's Most Wanted, lançado em 16 de Maio de 1990, um clássico do Gangsta Rap; o álbum foi praticamente perfeito na íntegra, feito em parceria com The Bomb Squad (time de produção do Public Enemy). Gravado entre 1989 e 1990, o disco foi muito bem-sucedido e contribuiu para o aumento da popularidade do rap. Também foi muito controverso e Cube foi acusado de misoginia e racismo. O álbum vendeu mais de dois milhões de cópias e levou disco de platina em 1991. Após o lançamento do álbum, Ice Cube colocou a rapper Yo-Yo como a cabeça de sua companhia e ajudou a produzir seu álbum de estreia Make Way for the Motherlode e também ajudou na produção do álbum de estreia de seu primo Del the Funky Homosapien I Wish My Brother George Was Here. No mesmo ano de AmeriKKKa's Most Wanted, Cube lança Kill at Will, que vendeu bem, se tornando o primeiro EP de hip hop a ganhar disco de ouro e depois de platina.
Em 29 de Outubro de 1991 lançou Death Certificate. O álbum foi considerado como mais focado, e ainda mais controverso, e críticos o acusaram mais uma vez de ser antibranco, misoginista e anti-semita. O álbum é tematicamente dividido em "Death Side" ("Lado da Morte", uma visão de onde estamos hoje) e "Life Side" ("Lado da Vida", uma visão de onde precisamos ir). Apresentou "No Vaseline", uma resposta severa aos ataques do N.W.A., uma coleção de insultos porno e "Black Korea", uma faixa considerada por muitos como profética dos Tumultos de Los Angeles de 1992, mas também interpretada como racista por muitos outros. Mesmo assim o álbum ganhou certificado de platina em Dezembro de 91 com vendas superiores a um milhão de cópias. O álbum foi eleito o oitavo melhor álbum de hip hop de todos os tempos pela MTV. Em 1992, Jackson entrou em tour com o Lollapalooza, o que o ajudou a erguer uma grande base de fãs.
Cube lançou seu terceiro álbum, The Predator, em Novembro de 1992. Se referindo especialmente aos tumultos em Los Angeles naquele ano, no primeiro single, "Wicked", ele cantou "29 de Abril foi poder para o povo, e podemos até ver uma sequência". The Predator estreou em número um, em ambas as paradas de pop e R&B, o primeiro álbum de rap da história a conseguir tal feito. Em 2001 o álbum foi certificado como platina dupla pelo Estados Unidos, vendendo mais de cinco milhões de cópias. Os singles incluíam "It Was a Good Day" e o remix de "Check Yo Self", e as canções tiveram um video clipe de duas partes. Porém, após The Predator, a audiência de rap de Ice Cube começou a diminuir.
O quarto álbum, Lethal Injection, foi lançado no final de 1993 e representou a primeira tentativa de Cube de imitar o som G-funk do álbum The Chronic de Dr. Dre, não foi bem recebido pelos críticos. Ele teve mais hits com Lethal Injection, incluindo "Really Doe," "Bop Gun (One Nation)," "You Know How We Do It," e "What Can I Do?". Após 1994, ele afastou-se um pouco da carreira musical para trabalhar em produções cinematográficas e na carreira de músicos como Mack 10, Mr. Short Khop, Kausion e Da Lench Mob.
Em 1994, Cube se reuniu com Dr. Dre, que agora era parte da Death Row Records, em seu dueto "Natural Born Killaz". Em 1998, ele lançou seu quinto álbum há muito tempo aguardado, War & Peace, Vol. 1 (The War Disc). O sexto álbum War & Peace, Vol. 2 (The Peace Disc), foi lançado com atraso em 2000. Os álbuns apresentaram participações de Westside Connection assim como uma faixa de reunião dos membros do N.W.A, Dr. Dre e MC Ren. Muitos fãs se decepcionaram com o projeto "War & Peace", alegando que não se comparavam a seus trabalhos anteriores, principalmente o segundo volume.
Ainda em 2000 Jackson se uniu à Dr. Dre, Eminem e Snoop Dogg na turnê The Up in Smoke Tour. Seis anos depois Cube lança Laugh Now, Cry Later, esse sob sua própria gravadora, a Lench Mob Records. O álbum estreou no top 5 das paradas e vendeu aproximadamente 144 000 de cópias na primeira semana. Em 2008 lança Raw Footage que ganha sucesso devido aos singles "Gangsta Rap Made Me Do It" e "Do Ya Thang".
Em 2009, Cube lançou a canção Raider Nation, uma dedicação ao seu time de futebol americano, Oakland Raiders.
Seu nono álbum de estúdio I Am the West foi lançado em 28 de Setembro de 2010 e certificado ouro. Ice Cube comentou que esse álbum tem uma direção diferente da do seus outros álbuns. Ele recebeu batidas de produtores veteranos da West Coast, como DJ Quik, Dr. Dre, E-A-Ski, e Sir Jinx, não tendo trabalhado com o último a quase vinte anos. O álbum foi lançado independentemente sob sua gravadora Lench Mob Records. Ice Cube comentou que "ser independente é lindo porque podemos fazer coisas 'fora de cogitação' que as gravadoras não iriam gostar. Ao invés de trabalhar a partir de um plano de marketing já feito, podemos fazer um plano de marketing especificamente para mim".

### Westside Connection
Cube estava chateado de fazer rap solo e resolveu formar um novo grupo, chamou seus melhores amigos Mack 10 e WC para formar o novo grupo de rap Westside Connection, realmente fez sucesso, o álbum de estreia do grupo Bow Down, lançado em 22 de Outubro de 1996, vendeu cerca de 1 700 000, conseguindo platina no final de 1997. Bow Down faz inúmeras referências desrespeitosas ao hip hop da Costa Leste e aos rivais do grupo na época: Common e B-Real (líder da banda Cypress Hill).
O segundo álbum, Terrorist Threats, lançado em 9 de Dezembro de 2003, não teve tanta sorte e vendeu 679 000 cópias, conseguindo certificado de ouro, porém fez um grande sucesso criticamente devido ao seu popular single "Gangsta Nation", que foi um hit na rádio e que tem a participação do Nate Dogg.
Em 2005, uma richa entre Cube e Mack 10 pelo fato de Cube se concentrar mais em filmes do que em turnês fez Mack 10 sair da banda, e consequentemente o Westside Connection acabou. WC continuou ao lado de Cube e assinou contrato com sua gravadora Lench Mob.

### Colaborações
Em 1992 Cube ajudou nos álbuns de estreia de Del the Funkee Homosapien (I Wish My Brother George Was Here), Da Lench Mob (Guerillas in tha Mist, 1992) e Kam (Neva Again, 1993), dos quais todos tiveram reconhecimento da crítica e sucesso comercial moderado. Ele fez a maioria da produção em Guerillas in tha Mist.
Em 1993, o membro do Lench Mob, J-Dee, foi sentenciado a prisão perpétua por tentativa de assassinato, e Ice Cube não produziu o próximo álbum do grupo, Planet of da Apes. Nessa mesma época em 1993, ele também trabalhou com Tupac Shakur em seu álbum Strictly 4 My N.I.G.G.A.Z., aparecendo na faixa "Last Wordz" com Ice-T. Ele também fez uma canção com Dr. Dre pela primeira vez desde quando ele deixou o N.W.A: "Natural Born Killaz" e também contribui para a trilha sonora do filme Como Enlouquecer Seu Chefe. Ele também apareceu na canção de Kool G Rap "Two to the Head" do álbum "Live and Let Die".. Ice Cube apareceu na canção "Children of the Korn" da banda KoRn, assim como ajudando a banda na gravação de um cover de "Wicked", e emprestou sua voz ao DJ britânico Paul Oakenfold para a faixa "Get Em Up", de seu álbum de estreia Bunkka. Ice Cube apareceu em várias canções do álbum Guilty by Affiliation de WC, na canção "Iz You Ready 2 Die" do álbum D.A.Z. de Daz Dillinger e na canção "Boogie Till You Conk Out" do álbum The Book of David de DJ Quik.Ice Cube também participou do single Let It Fly junto com o rapper Trick Trick.

## Recentemente

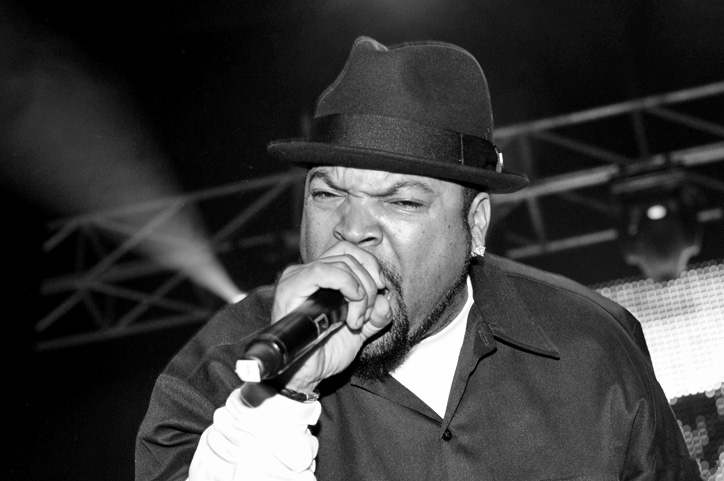
Ice Cube ao vivo no Metro City Concert Club, em 29 de Outubro de 2010.

Em 2004, seus hit singles "Check Yo Self," It Was a Good Day e a colaboração com Da Lench Mob Guerrillas in da Mist apareceram no popular videogame Grand Theft Auto: San Andreas, na fictícia estação de rádio Radio Los Santos .
No final de 2005, Cube e o premiado cineasta R.J. Cutler se uniram para criar a série documental de seis partes intitulada Black. White., Que foi transmitida pelo canal fechado FX. Outros projetos de Cube incluem Teacher of the Year, lançado em 2007, e The Extractors, lançado em 2008. Em Maio de 2006 Cube acusou Oprah Winfrey de não convidar rappers para seu show e, especificamente, de não convidá-lo para o show, quando o resto do elenco de filmes em que ele participou foram convidados.
Ele também assinou contrato para estrelar e produzir Welcome Back, Kotter, uma adaptação cinematográfica da série televisiva dos anos 1970. Cube fará o personagem principal, que originalmente foi interpretado por Gabe Kaplan. Sua empresa cinematográfica, Cube Vision Productions, selou um acordo com a Dimension Films para trazer o show para os cinemas.
Em uma entrevista em Londres, ele e Damon Albarn revelaram que estavam negociando uma colaboração para os Gorillaz.
Em Outubro de 2006, Ice Cube foi homenageado no evento anual VH1 Hip Hop Honors. Ele foi homenageado por Xzibit, Lil Jon e WC do Westside Connection, todos indo ao palco para cantar alguns dos clássicos de Cube. Ice Cube também tocou "Why We Thugs" e "Go To Church" de seu mais recente álbum na época, Laugh Now, Cry Later. Grande parte da população de Nova Iorque comparece ao evento.
Em 2010, ele lançou o documentário da ESPN Straight Outta L.A., sobre a relação entre o gangsta rap em Los Angeles e a temporada dos Oakland Raiders na cidade. Ele foi votado como o 8º melhor MC de todos os tempos pela MTV.
Após rumores de conflitos com outros rappers em 2010, Ice Cube disse em uma entrevista com o DJ Whoo Kid na Sirius Shade 45 que ele não tem "nenhuma richa".

## Vida pessoal

### Família
Ele se casou com Kimberly Woodruff em 26 de Abril de 1992, com quem vive junto com seus quatro filhos em uma propriedade em Encino, Califórnia.
Sendo pai de quatro filhos, recebeu um pedido de Terry Gross do programa de rádio Fresh Air para fornecer alguma perspectiva sobre a relação entre seu trabalho e sua família. Quando Terry o perguntou se ele não dá permissão aos seus filhos para ouvir suas músicas, ele respondeu: "É meu dever incutir nos meus filhos um nível de autorrespeito, ajudando-os a compreender o conteúdo violento encontrado não só na música, mas também no noticiário da noite". Quando o perguntaram sobre o que ele diz a seus filhos sobre palavrões, ele respondeu que diz a eles: "há momentos adequados para usar qualquer tipo de linguagem.... Adultos nunca devem ouvir vocês usarem essas palavras. Se vocês quiserem usá-las com seus amigos, isso já é com vocês".

### Religião
Apesar de Jackson ter dito que vai para a igreja e para mesquita, ele tem indicado que é um deísta, sem seguir "rituais e tradições" religiosos.
Ice Cube disse uma vez em uma entrevista com o jornal britânico The Guardian que ele é um muçulmano, tendo se convertido nos anos 90. Ele descreveu sua fé muçulmana como "uma simples em particular que não envolve atender nenhum serviço de oração ou nenhum ritual sagrado". Apesar dele já ter falado a favor da Nação do Islã, ele negou já ter sido parte da organização.

## Outros empreendimentos

### Filmes
Cube teve uma fantástica performance no filme Os Donos da Rua, com Cuba Gooding Jr. e Laurence Fishburne; isso despertou interesse de outros diretores para fazer outros filmes de sucesso como Sexta-Feira em Apuros, Três Reis, Anaconda, Fúria em Duas Rodas e Triplo X 2: Estado de Emergência, Fantasmas de Marte, Anjos da Lei e Anjos da Lei 2.
Quando perguntaram-lhe se gostava mais de atuar em filmes ou de fazer rap, ele respondeu que quando aparece uma oportunidade as pessoas devem pegá-la. O sucesso de seus filmes foi tão grande que ele até lançou um CD com as melhores músicas de seus filmes, chamado In the Movies, lançado em 4 de Setembro de 2007.
Cube originalmente ia estrelar ao lado de Janet Jackson no filme de John Singleton Poetic Justice, mas recusou dizendo que estava em um ponto da carreira em que não deveria atuar em um filme romântico, então o papel foi dado ao rapper 2Pac.
Mas tarde, Singleton teria encorajado Cube a escrever um filme, lhe dizendo, "Se você pode escrever uma canção, pode fazer um script". Com isso, Jackson escreveu o roteiro da comédia de 1995 Friday, na qual também atuou, ao lado do até então iniciante Chris Tucker. O filme foi um sucesso, arrecadando US$ 28 milhões em todo o mundo com um orçamento de US$ 3,5 milhões e gerou duas sequências: Next Friday e Friday After Next.
Durante uma entrevista em Abril de 2007, Cube disse que estava interessado em trazer de volta Chris Tucker como "Smokey" em uma possível sequência de Friday. Em uma entrevista com BlackFilm.com, Jackson comentou que queria envolver todos os personagens da série Friday em uma sequência, mas também disse: "Eu sei que eu não vou conseguir trazer Chris [Tucker] de volta, mas eu adoraria trazer todos os outros de volta"..
Cube se juntou ao astro do basquete LeBron James para lançar um especial de uma hora na ABC sobre a vida de James.
A série de TV Are We There Yet baseada no filme de 2005 estreou na TBS em 2 de Junho de 2010. A série conta a história de uma família tentando se ajustar a um novo marido (Terry Crews) e tentando lidar com problemas normais de família. Em 16 de Agosto de 2010, Are We There Yet foi renovado para 90 episódios adicionais. Numa entrevista em Agosto de 2010 com UrbLife.com, Ice Cube expressou excitação sobre o show, que aparenta ter 6 temporadas planejadas. Ele também creditou Tyler Perry por abrir as portas para ele na TBS.

### Linha de roupa
Recentemente, Cube licenciou uma linha de roupas, Solo by Cube, que apresenta moletons com capuz e fones de ouvido.

## Discografia
Álbuns de estúdio
- 1990: AmeriKKKa's Most Wanted
- 1991: Death Certificate
- 1992: The Predator
- 1993: Lethal Injection
- 1998: War & Peace Vol. 1 (The War Disc)
- 2000: War & Peace Vol. 2 (The Peace Disc)
- 2006: Laugh Now, Cry Later
- 2008: Raw Footage
- 2010: I Am the West
- 2018: Everythang's Corrupt
- 2024: Man Down

Extended Plays
- 1990: Kill at Will

com N.W.A
- 1986: Panic Zone
- 1987: N.W.A. and the Posse
- 1988: Straight Outta Compton

com Get the Fist Movement
- 1992: Get the Fist

com Westside Connection
- 1996: Bow Down
- 2003: Terrorist Threats

com Da Lench Mob
- 1992: Guerillas in tha Mist
- 1994: Planet of da Apes

## Filmografia

### Como ator

#### Cinema
| Ano  | Título                                      | Papel                       | Notas                 |
| ---- | ------------------------------------------- | --------------------------- | --------------------- |
| 1991 | Boyz n the Hood                             | Darin "Doughboy" Baker      | Ator principal        |
| 1992 | Trespass                                    | Savon                       | Ator principal        |
| 1993 | CB4                                         | Ele mesmo                   | Participação especial |
| 1994 | The Glass Shield                            | Teddy Woods                 | Ator principal        |
| 1995 | Higher Learning                             | Fudge                       | Ator principal        |
| 1995 | Friday                                      | Craig Jones                 | Ator principal        |
| 1997 | Dangerous Ground                            | Vusi Madlazi                | Ator principal        |
| 1997 | Anaconda                                    | Danny Rich                  | Ator principal        |
| 1998 | The Players Club                            | Reggiee                     | Ator coadjuvante      |
| 1998 | I Got The Hook Up                           | Traficante de Armas         | Ator coadjuvante      |
| 1999 | Three Kings                                 | SSgt. Chief Elgin           | Ator principal        |
| 1999 | Thicker Than Water                          | Slink                       | Ator coadjuvante      |
| 2000 | Next Friday                                 | Craig Jones                 | Ator principal        |
| 2001 | Ghosts of Mars                              | James 'Desolation' Williams | Ator principal        |
| 2002 | All About the Benjamins                     | Bucum                       | Ator principal        |
| 2002 | Barbershop                                  | Calvin Palmer               | Ator principal        |
| 2002 | Friday After Next                           | Craig Jones                 | Ator principal        |
| 2004 | Torque                                      | Trey                        | Ator principal        |
| 2004 | Barbershop 2: Back in Business              | Calvin Palmer               | Ator principal        |
| 2005 | Are We There Yet?                           | Nick Persons                | Ator principal        |
| 2005 | XXX: State of the Union                     | Darius Stone                | Ator principal        |
| 2007 | Are We Done Yet?                            | Nick Persons                | Ator principal        |
| 2008 | First Sunday                                | Durell                      | Ator principal        |
| 2008 | The Longshots                               | Curtis Plummer              | Ator principal        |
| 2009 | Janky Promoters                             | Russell Redds               | Ator principal        |
| 2010 | Lottery Ticket                              | Jerome "Ploft" Washington   | Ator coadjuvante      |
| 2011 | Rampart                                     | Kyle Timkins                | Ator coadjuvante      |
| 2012 | 21 Jump Street                              | Capt. Dickson               | Ator coadjuvante      |
| 2014 | Ride Along                                  | Detective James             | Ator principal        |
| 2014 | 22 Jump Street                              | Capt. Dickson               | Ator coadjuvante      |
| 2014 | The Book of Life                            | The Candle Maker (Voz)      | Ator coadjuvante      |
| 2015 | Straight Outta Compton                      |                             | Produtor              |
| 2016 | Ride Along 2                                | Detective James             | Ator Principal        |
| 2016 | Barbershop: The Next Cut                    | Calvin Palmer, Jr.          | Ator Principal        |
| 2017 | Fist Fight                                  | Ron Strickland              | Ator Principal        |
| 2017 | XXx: Return of Xander Cage                  | Darius Stone                | Participação especial |
| 2023 | Teenage Mutant Ninja Turtles: Mutant Mayhem | Superfly (Voz)              | Ator coadjuvante      |

#### Televisão
| Título            | Ano       | Papel             | Outras observações    |
| ----------------- | --------- | ----------------- | --------------------- |
| Are We There Yet? | 2010–2013 | Terrence Kingston | Personagem recorrente |

#### Video games
| Título                  | Ano  | Papel                                                              | Outras observações |
| ----------------------- | ---- | ------------------------------------------------------------------ | ------------------ |
| Call of Duty: Black Ops | 2010 | Chief Petty Officer Joseph Bowman/SOG locutor do modo multi-player | Voz                |
| Doom 3: BFG Edition     | 2012 | Fuzileiros Navais Gritando/Carregadores Infectados                 | Não-creditado      |

### Como diretor/escritor/produtor
- Friday (1995) escritor, produtor executivo
- Dangerous Ground (1997) produtor executivo
- The Players Club (1998) escritor, diretor e produtor executivo
- Next Friday (2000) escritor e produtor
- All About the Benjamins (2002) escritor e produtor
- Friday After Next (2002) escritor e produtor
- Barbershop 2: Back in Business (2004) produtor executivo
- Barbershop: The Series (2005) produtor executivo
- Are We There Yet? (2005) produtor
- Beauty Shop (2005) produtor executivo
- Black. White. (2006) produtor executivo
- Are We Done Yet? (2007) produtor
- Friday: The Animated Series (2007) produtor executivo
- Pirate Island (2008) produtor
- The Longshots (2008) produtor
- First Sunday (2008) produtor
- Straight Outta L.A. (2010) diretor
- Are We There Yet? (Série) (2010–2013) produtor executivo
- Last Friday (a ser anunciado) produtor